# Sailors, Beware!
Sailors, Beware! är en amerikansk stumfilm från 1927 regisserad av Fred Guiol och Hal Roach.

## Handling
Madame Ritz och hennes kortväxte make Roger är två skurkar förklädda till mor och son som går ombord på en lyxig ångbåt. Samtidigt har de vägrat betala taxichauffören Chester Chaste som väljer att följa efter dem, vilket resulterar till att han blir tvungen att följa med på resan som steward.

## Om filmen
I filmen medverkar Stan Laurel och Oliver Hardy som senare kom att bli kända som komikerduon Helan och Halvan, men som här inte uppträder som duo.
Filmen har inget att göra med Jerry Lewis och Dean Martins film med samma namn från 1952.
Filmen har givits ut på DVD och Blu-ray.

## Rollista (i urval)
- Stan Laurel – Chester Chaste
- Oliver Hardy – Purser Cryder
- Anita Garvin – Madame Ritz
- Frank Brownlee – kapten Bull
- Tiny Sandford – man i morgonrock
- Lyle Tayo – passagerare
- Viola Richard – passagerare
- Lupe Vélez – Baroness Behr
- Chet Brandenburg – chaufför
- Ed Brandenburg – man på kajen[1]